# Punto G

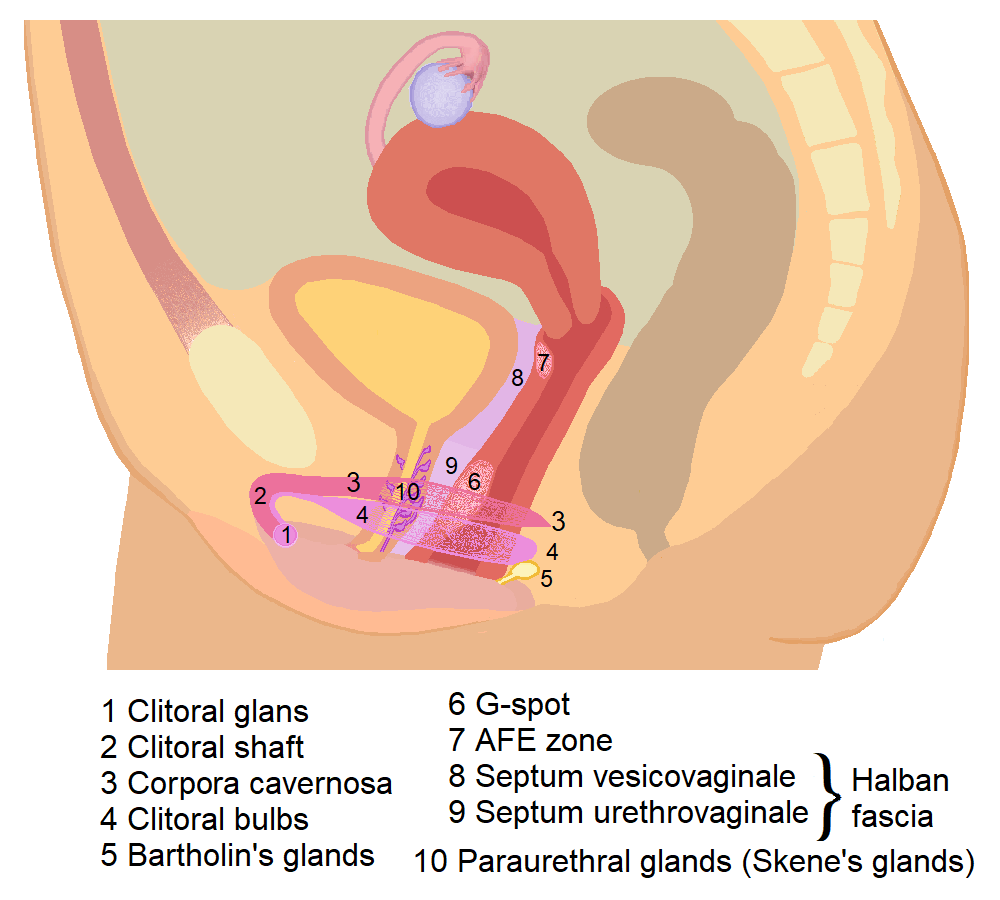
Dibujo de la anatomía sexual interna femenina.
Se dice que el punto G (6) está situado a 5-8 cm (2-3 pulgadas) dentro de la vagina, al lado de la uretra con las glándulas parauretrales (10).

El punto Gräfenberg  (por el ginecólogo alemán Ernst Gräfenberg), más conocido como punto G, es un área cuyos defensores sitúan internamente detrás del pubis y alrededor de la uretra. Según aquellos, se trata de un área erógena que, al ser estimulada, llevaría a la mujer a una fuerte excitación sexual, provocando orgasmos intensos y la llamada "eyaculación femenina". Sus defensores sostienen que el punto G es el eje interno de la vagina y el clítoris y que por eso, su estimulación es la causa de una mayor intensidad de los orgasmos.
Aunque el punto G ha sido estudiado desde la década de 1940, persiste el desacuerdo en cuanto a su existencia como una estructura orgánica distinguible. Los estudios que aseguran haber hallado evidencia tisular del punto G son poco representativos; por ejemplo, un estudio concluye en su existencia a partir de una muestra de 20 mujeres, con criterios de selección subjetivos, como la experiencia o no de orgasmo vaginal. El propio estudio que sirvió para definir el punto G es un estudio de caso único. Un estudio británico realizado en 2009 concluyó que su existencia no está comprobada, es subjetiva y basada en cuestionarios y experiencias personales.
A algunos sexólogos e investigadores les preocupa que las mujeres puedan creer que son disfuncionales si no localizan su punto G, y hacen hincapié en que lo normal es no experimentarlo.

## Historia
El término «punto G» fue acuñado por Addiego y colaboradores en 1981, en honor al alemán Ernst Gräfenberg, quien informó que lo había descubierto en los años 40 por casualidad, mientras estudiaba la uretra femenina. El concepto alcanzó la cultura popular después de la publicación de la obra The G spot and Other Recent Discoveries About Human Sexuality por Alice Kahn Ladas, Beverly Whipple y John Perry en 1982, pero fue inmediatamente criticado por los ginecólogos más destacados en esos años, que pusieron en duda su existencia debido a la poca validez de la evidencia. Por ejemplo, no se pudo hallar en estudios de autopsia.

## Localización
El punto G se hallaría dentro de la vagina, en la pared frontal, a una distancia de entre 3 y 5 cm desde su abertura en la vulva.
Se ha estudiado que la localización del Punto G femenino varía de una mujer a otra, de allí la importancia de entender que en algunas han existido bloqueos físicos, hormonales o psicológicos que les impide encontrarlo.

## Estimulación
Algunas mujeres aseguran que estimulando esta área (unión del canal vaginal con la estructura interna del clítoris) de forma directa, como, por ejemplo, mediante la presión de dos dedos o de un vibrador, obtienen orgasmos más intensos que mediante la estimulación del glande del clítoris. La clave de esa estimulación consistiría en encontrar en cada mujer el «eje interno», según la creencia de que el punto G es el centro que coordina el ritmo de los órganos que intervienen en el acto sexual. Pierre Foldés afirma que existe una importante relación entre el punto G y el clítoris: «Cuando se presiona el punto G, toda la estructura del clítoris y la vagina se deforma, lo que no ocurre cuando se presiona cualquier otro punto».

## Controversia
Existe controversia acerca de la existencia del punto G. En un estudio llevado a cabo por el King's College de Londres, se envió por correo un cuestionario sobre costumbres sexuales a mujeres mellizas y gemelas idénticas. La mitad de las mujeres respondió que pensaba que poseía este punto G, mientras que la otra mitad creía que no. Los resultados de la encuesta han sido objeto de crítica por su falta de rigor científico al tratarse de un estudio basado en un cuestionario.
En 2008, la revista Journal of Sexual Medicine publicó los resultados de un estudio realizado por Emmanuele Jannini, profesor de sexología médica de la Universidad de L'Aquila, en Italia, que afirmaba que es posible determinar el tamaño y la forma de la capa que está detrás del muro vaginal principal, la zona uretrovaginal, en donde estaría localizado el punto G, mediante una exploración de ultrasonido o ecografía.
Sin embargo, una mayoría de sexólogos y ginecólogos afirman que la preocupación por encontrar el punto G puede ser perjudicial, pues podría reducir el acto sexual a la búsqueda de una zona concreta y aumentar la frustración si el resultado no es positivo.